# Leopold Stokowski

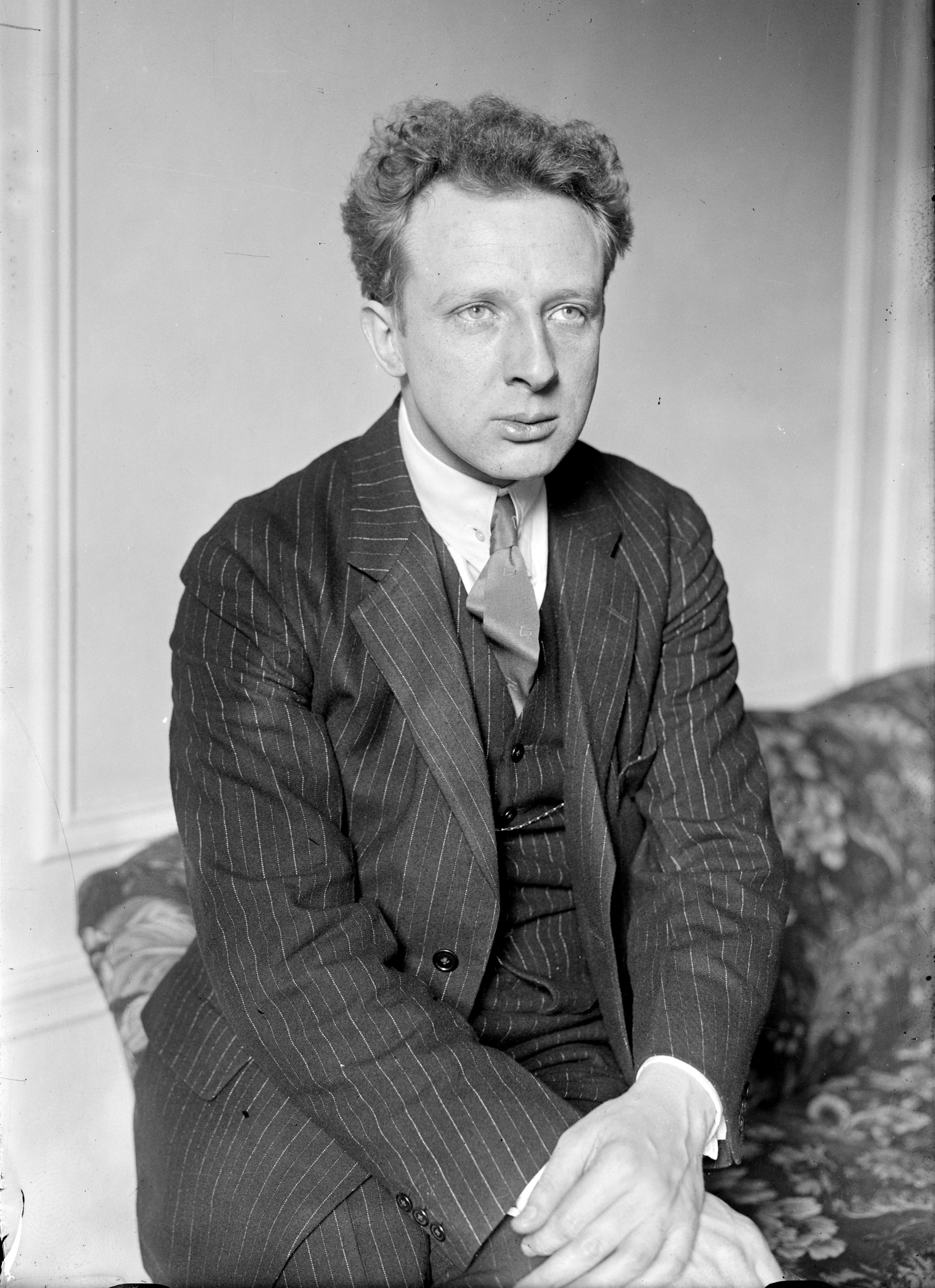
Leopold Stokowski

Leopold Anthony Stokowski (Londen, 18 april 1882 – Nether Wallop (Hampshire), 13 september 1977) was een Brits chef-dirigent, pionier in stereo-opnames, arrangeur van Bachs muziek en societyfiguur.

## Biografie
Leopold Stokowski (uit te spreken als Stokofskie) is een kind van Pools-Ierse ouders. Hij ging op 13-jarige leeftijd muziek studeren aan het Royal College of Music in Londen. Hij zong in verschillende (jongens)koren. Al in 1900 werd hij assistent-organist van Sir Henry Walford Davies in de Temple Church. Hij slaagde in 1902 'met lof' op Queen's College in Oxford, en werd in datzelfde jaar benoemd tot 'Choirmaster at St. James's Church, Piccadilly.'
In 1905 ondernam hij een reis naar New York en werd daar organist van de St. Bartholomew's kerk. Vanaf 1909 ging hij meer en meer dirigeren en kreeg werk aangeboden in Parijs en Londen. In datzelfde jaar werd hij benoemd tot de jongste chef-dirigent van het Cincinnati Orchestra die men daar ooit had aangesteld. Hij bleef 25 jaar in Cincinnati en bouwde dit toen provinciale orkest om tot een van Amerika's beste ensembles.
Stokowski was ook een groot supporter van muziek van levende of, voor die tijd, onbekende componisten. Hij brak een lans voor Gustav Mahler, Sergej Rachmaninov, Arnold Schönberg, Alban Berg en Jean Sibelius. Hij dirigeerde de Amerikaans premières van Mahlers Achtste Symfonie, Schönbergs Gurre-Lieder en Stravinsky's Sacre du printemps.
Zijn grootste roem behaalde hij met het Philadelphia Orchestra waarvan hij tussen 1925 en 1938 chef-dirigent was. In die tijd ontstond de roddel dat hij een relatie met Greta Garbo zou hebben.
Hij creëerde daar de zogenaamde "Stokowski Sound"; een orkest dat zwoel, groots, verzadigd en virtuoos speelde en als een orgel klonk. Opnames uit die tijd laten een vorm van musiceren horen die in de huidige tijd in de concertzaal qua klankkleur niet meer te beluisteren valt.
Aan het eind van de jaren dertig richtte hij het All-American Youth Orchestra op en dirigeerde hij het NBC Symphony Orchestra met Arturo Toscanini. Hij trad op in een aantal films waarvan Fantasia (1940) van Disney de beroemdste is. Voor de film sprak Stokowski, getruceerd, met Mickey Mouse en schudde hem de hand. In de uiteindelijke versie van de film is maar een gedeelte van deze conversatie te horen.
Na de Tweede Wereldoorlog formeerde Stokowski het New York City Orchestra en het Hollywood Bowl Orchesta in Los Angeles. Hij ondernam vele tournees naar Europese steden en dirigeerde daar vele orkesten. Vooral in Londen was hij populair en ontstond een cultus rond zijn persoon.

Van 1955 tot 1961 was hij chef-dirigent van het Houston Symphony Orchestra en in 1963 maakte hij zijn debuut, met Mahlers Tweede Symfonie "Auferstehung", op de Londense "Proms"-concerten. Stokowski mislukte als operadirigent. In zijn vroege carrière dirigeerde hij nooit opera, slechts af en toe aria’s of concertante uitvoering van een enkele akte. Hij bewerkte veel delen uit opera’s (bv. Wagners ’Ring’ en ‘Symfonische syntheses’ uit andere opera’s of instrumenteerde aria’s). Hij kreeg harde kritiek op zijn niet succesvolle uitvoeringen van Puccini’s Turandot in 1961 in New York en verdedigde zich met het feit dat hij veel te weinig repetitietijd had gekregen. De bekende dirigent Erich Leinsdorf zag het zo: ‘Stokowski hield bij de opera vast aan het dirigeren zonder baton en het mooie zweven van zijn handen door de lucht. Omdat zowel verschillend opgestelde zangers, verschillende posities van koorleden en orkestleden beneden hem daardoor in verwarring raakten – het was gewoon niet duidelijk genoeg wat een eis is bij opera – zong men op ‘Chicago Time’ en speelde het orkest op ‘Eastern Standard Time’.’ Naast de kritiek die Stokowski kreeg bij de interpretatie van de grote symfonische werken (zo hekelde Nadia Boulanger hem omdat hij de laatste maten van Beethovens 9de symfonie herorkestreerde) was hij een interpreet tot op de letter bij nieuwe muziek. Voor de première van het orkestwerk Amériques van Edgar Varèse vroeg en kreeg hij 14 repetities. Met het door Stokowski opgerichte American Symphony Orchestra, dat bestond uit streng geselecteerde en freelancende jonge topspelers uit Amerikaanse orkesten, creëerde hij op 26 april 1965, met hulpdirigenten David Katz en José Serebrier de première van de 4de symfonie van Charles Ives. Van de Rockefeller Foundation had Stokowski het financieel voor elkaar gekregen twee maanden repetitietijd te kunnen nemen. Het was een triomf voor de toen al 82-jarige dirigent.
Op 94-jarige leeftijd tekende Stokowski een 6-jarig contract met CBS Records. Slechts één jaar van dat contract kon hij afmaken en in dat laatste jaar nam hij muziek van Tsjaikovski, Brahms, Mendelssohn, Sibelius, Bizet en nog enkele van zijn eigen transcripties van Bach op. Tot een jaar voor zijn dood dirigeerde hij en hiervan bestaan enkele films die op enkele dvd's bewaard zijn gebleven.

## Publiciteit en controverses
Net zoals vele Broadway en Hollywood entertainers, flirtte Stokowksi openlijk met publiciteit, iets wat voor een dirigent in de tijd dat hij ermee begon niet gebruikelijk was. Al in 1912, op zijn dertigste, toen hij verantwoordelijk was voor het Cincinnati Symphony Orchestra, liet hij een portret van hem circuleren voor gebruik in kranten en op posters. Halina Rodzinski (de vrouw van de dirigent Arthur Rodzinski) noemde hem ‘een showman op het podium, en een behoorlijke exhibitionist erbuiten'. Alles wat hij ondernam was erop gebaseerd om meer en meer publiek te trekken. Zijn eerste grammofoonopname dateert van 1917 en vanaf de jaren 1930 speelde hij een rol in drie speelfilms: The Big Broadcast (1936) en A Hundred Men and a Girl (1937), waarin Stokowski persoonlijk tekst aan het script toevoegde: tijdens een uitvoering van Tsjaikovksi’s vijfde symfonie in Carnegie Hall fluistert een man in een loge in het oor van een vrouw – met daarbij wel een zeer sensuele interpretatie van de muziek -: ‘Well Dear, that’s the Stokowski-Sound!’. En Fantasia in 1940.
De controverses rond Stokowski hielpen hem gedeeltelijk aan zijn populariteit en publiciteit. De kritiek die hij kreeg op het ‘gladstrijken’ van passages uit Strawinsky’s Sacre in Fantasia werd weer vergoelijkt door de Engelse muziekcriticus Donald Francis Tovey. Zijn huwelijken (met rijke, mooie vrouwen: Evangeline Johnson, Olga Samaroff en Gloria Vanderbilt) en openlijke, breeduit gepubliceerde romance met Greta Garbo, bouwden zijn reputatie positief op. Om een quasi-Slavische sfeer rond zichzelf op te trekken loog hij over zijn geboorteplaats. Hij claimde dat hij in 1887 in Krakau, Polen was geboren, dat zijn familie wegens politieke problemen naar Wenen was gevlucht en hij daarna in Londen terechtkwam. Pas daar werd hij ingeschreven in het geboorteregister. Arthur Rodzinski twijfelde sterk aan dit verhaal, ook aan de echtheid van zijn vreemde Engelse taalgebruik. In 1909, in een interview met een krant in Cincinnati, werd zijn ‘duidelijke, nette, goed uitgesproken Engels’ beschreven. terwijl hij zich de rest van zijn leven bediende van zijn vreemde quasi-Slavische tongval. Over zijn debuut in Parijs ging het (onbevestigde) gerucht dat zijn vrouw de dirigent van het concert omkocht zodat die voorwendde dat hij ziek was en Stokowski zijn plaats in kon nemen.

## De Stokowski Sound

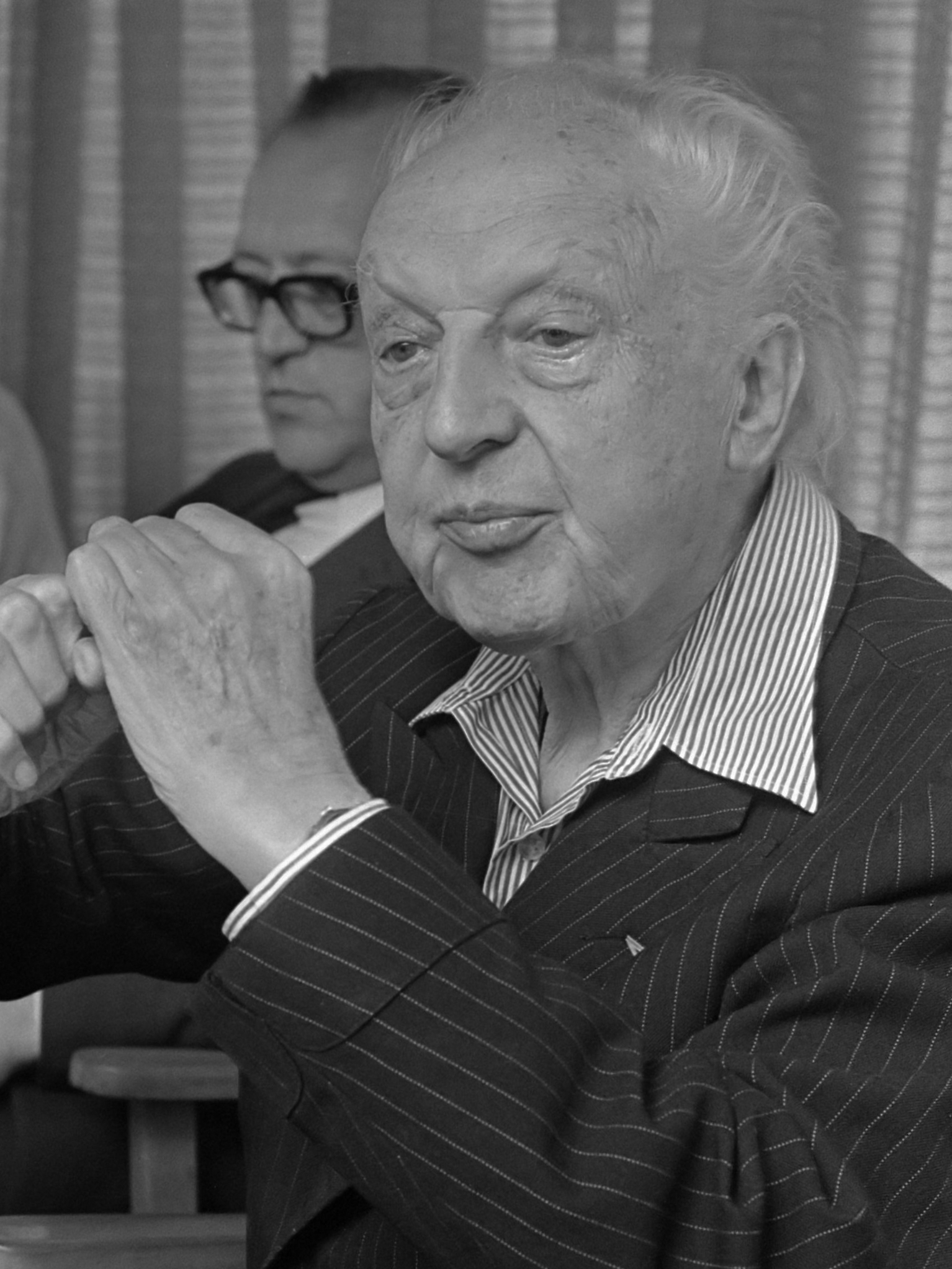
Leopold Stokowski (1970)

Op het moment dat Stokowski het podium van ieder willekeurig orkest betrad en het concert of de repetitie begon, nam dat orkest bijna automatisch de klankkleur aan die Stokowski wilde horen. Hij zei niets, deed niets - hij dirigeerde nooit met een dirigeerstok - maar keek alleen en projecteerde de klankkleur die hij horen wilde op het orkest.
Stokowski vond dat een orkest gedreven, romantisch, orgelend, zwoel, gepassioneerd en precies moest spelen. Door zijn jarenlange relatie met het Philadelphia Orchestra kreeg dit orkest Stokowski's ideaal zo ingehamerd dat nu daarvan nog iets te horen is. Het werd bekend als "The Philadelphia Sound".
Een van de geheimen waarmee Stokowski succes had, en wat leidde tot die warme klankkleur, was het principe van "vrij strijken". Hiermee wordt bedoeld dat iedere strijker in het orkest aangemoedigd wordt zijn stok op en neer te bewegen zoals dat hem het prettigst uitkomt. Daarmee werd het op en neer strijken - in tegenstelling tot alle andere orkesten - ongelijk. Omdat Stokowski de theorie aanhing dat strijkers die hun stok naar beneden bewogen kracht verloren (en in kracht toenamen als zij naar boven gestreken werden) ontstond een meer gelijkmatig en zwoel geluid. De Amerikanen noemden dit "lush".
Een tweede theorie was het experimenteren met orkestopstellingen.
Omdat een fluitist of een hoboïst - van nature zacht klinkende instrumenten - soms tegen 60 strijkers in moesten blazen, ging wat betreft Stokowski kleur verloren. Nikolaj Rimski-Korsakov had dat al in zijn boek over orkestratie behandeld.
Stokowski vond dit van de pauken ook. Hierbij streefde hij een meer open geluid na in plaats van het veelgehoorde doffe geroffel.
De dragers, het fundament van het orkest, waren voor Stokowski cello's en contrabassen. In plaats van rechts plaatste hij ze bij voorkeur achter alle instrumenten op de plek waar nu het slagwerk acteert. Feitelijk is dit de oude zogeheten Duitse opstelling die de Wiener Philharmoniker nog steeds heeft.
Een voorbeeld van een orkestopstelling die deze problemen van verdwijnend of gesluierd geluid moesten voorkomen was als volgt:
- eerste violen links
- altviolen voor de dirigent
- tweede violen rechts
- hout- koperblazers rechts
- paukenist schuin rechts, op de plaats van de contrabassen
- zware koperblazers (tuba en trombones) linksachter
- celli op een rij midden achter
- contrabassen op een rij helemaal achteraan, op de plaats van het slagwerk

Van deze theorie zijn een aantal praktijken overgebleven. Het Chicago Symphony Orchestra speelt nog steeds met de contrabassen tegen de achtermuur. Opnames van Stokowski's arrangementen worden opgenomen volgens de principes van vrij strijken en enkele van zijn leerlingen - de dirigenten Matthias Bamert en José Serebrier -
passen de technieken nog steeds toe.

## De ‘Philadelphia Years’
De wijsheid van Stokowski’s benoeming in Philadelphia werd openlijk en langdurig in twijfel getrokken. Hij werd als te weinig ervaren ingeschat want het orkest was (toen al) een van de meest geraffineerde orkesten van de Verenigde Staten en was het troetelkind van Europese dirigenten als Richard Strauss en Felix Weingartner, die er regelmatig te gast waren. Maar toen de successen van de 'Philadelphians’ zich onder Stokowksi opstapelden, verstomde alle kritiek. In 1914 dirigeerde hij de première van Mahlers 8ste symfonie (in Philadelphia en New York) met een koor van 950 zangers en een orkest van 110 musici. Deze gebeurtenis kreeg wereldwijd aandacht in de kranten en Stokowski werd in één klap gezien als een gids voor moderne muziek. Andere Amerikaanse premières gedurende de eerste jaren waren werken van Strawinsky, Arnold Schönberg (Gurre-Lieder), Edgar Varèse, Cowell, Kirchner, Riegger, Ruggles en Heitor Villa-Lobos.
De bijval voor het orkest was universeel. De Russische pianist en componist Sergej Rachmaninov prefereerde het orkest boven alle andere. Wat hem, en vele anderen, greep was de absolute sonoriteit van het orkest. Het werd beschreven alsof het een zijdeglans produceerde en dit werd de ‘Stokowski Sound’. Stokowski zelf ontkende dat hij de sound maakte en dat het orkest het deed want ‘daar komt het geluid toch vandaan?’. Het vreemde was dat Stokowski op de een of andere manier ook deze sound aan andere orkesten onttrok. Gastdirecties van Stokowski in de jaren dertig worden door de toenmalige dirigent van het Baltimore Symphony Orchestra Herman Adler beschreven alsof ‘…er iets tijdens de repetitie gebeurde. Plotseling was daar die rijke klank. Het was niet uit te leggen, het orkest kende het niet maar toch was het er: mysterieus en miraculeus.’ De sound was gebaseerd op twee componenten: de cultivering van het vrij bewegen van de strijkstok (‘free bowing’) voor strijkinstrumenten en het herarrangeren van de zitpositie van de musici in het orkest. Aan de andere kant was Stokowski zodanig met de orkestleden aan het werk dat hij hen voortdurend inprentte ‘…ieder van jullie moet een dichter zijn en tegelijkertijd een groots speler van je instrument, en door middel van je dichterlijke kwaliteiten kan je elke soort muziek uniek voortbrengen.’ En: ‘…sta jezelf niet toe, als zo vaak in deze wereld, een standaardspeler te worden, zodat je allemaal hetzelfde vindt en doet. […] wees anders, geen twee violen zijn dezelfde, geen twee strijkstokken, geen twee handen, geen twee zenuwstelsels, geen twee emotionele karakters. Wees verschillend!’

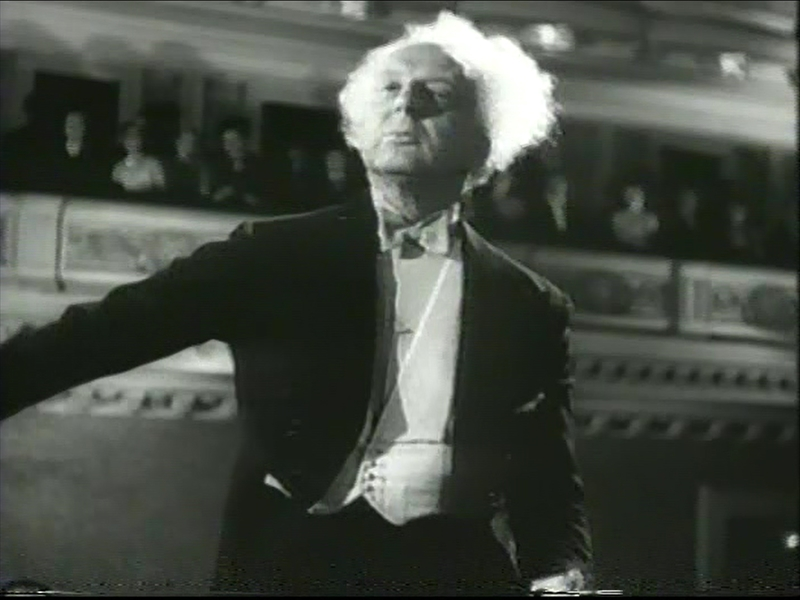
Stokowski in Carnegie Hall

De bewegingen van Stokowski op het podium waren de theatrale en improviserende bewegingen die hij wilde bereiken. Hij wilde de musici én het publiek dirigeren. Hij sloeg de maat niet op een traditionele manier en na 1929 gebruikte hij geen baton meer. Staand, majestueus, voor het orkest streelde hij de lucht met zijn handen in lange, golvende bewegingen. Hij exploiteerde zijn presence op het podium als een Hollywood-ster. Zowel tijdens concerten in Philadelphia’s ‘Academy of Music’ (Philadelphia’s concertzaal) als New Yorks Carnegie Hall, liet hij alle grote verlichting tijdens het concert doven. De musici hadden op hun lessenaar een klein lampje en een flinke spot scheen van boven op Stokowski’s handen en op zijn mooi gekapte haar.

## Stokowski en J.S. Bach
Als organist was Stokowski een groot bewonderaar van Johann Sebastian Bach. Door zijn bemoeienis met diens muziek heeft hij Bach voor velen toegankelijker gemaakt. Stokowski's ondersteuning van Bach in de 20e eeuw wordt wel vergeleken met de ondersteuning die Felix Mendelssohn Bartholdy voor de Matthäus Passion in de 19e eeuw tentoonspreidde.
Stokowski bewerkte orgelmuziek, vioolpartita's, koraalpreludes en delen uit de orkestsuites voor groot orkest. Door deze praktijken werd hij door het conservatieve deel van de klassiekemuziekliefhebbers al snel als charlatan bestempeld. Toch opende deze bewerkingen, Stokowski noemde ze transcripties, voor velen de eerste kennismaking met de muziek van Bach.
Iedereen kent wel de bewerking van Bachs Aria over de G-snaar uit de Derde Orkestsuite (BWV 1068), "Schafe können sicher weiden" uit Cantate #208 (Was mir behagt) of de Toccata et Fuga in d-moll (BWV 565).
- Zie het artikel: Stokowski's transcriptie van Bachs Toccata en fuga BWV565.

De volgende transcripties van Bachs muziek zijn door Stokowski voor groot (strijk-)orkest bewerkt:
- Uit Cantate BWV 4: No.4: "Jesus Christus, Gottes Sohn"
- Uit Cantate BWV 147: No.10: "Jesu bleibet meine Freude"
- Arioso uit Cantate BWV 156
- Uit Cantate BWV 208: No.9: "Schafe können sicher weiden"
- Koraalprelude "Aus der Tiefe rufe ich" BWV 745
- Koraalprelude "Christ lag in Todesbanden" BWV 718
- Koraalprelude "Ein' feste Burg ist unser Gott" BWV 720
- Koraalprelude "Ich ruf' zu Dir, Herr Jesu Christ" BWV 639
- Koraalprelude "Nun komm der Heiden Heiland" BWV 599
- Koraalprelude "Wachet auf! ruft uns die Stimme" BWV 645
- Koraalprelude "Wir glauben all an einen Gott" BWV 680
- Uit Weihnachtsoratorium BWV 248: #10: Sinfonia: Pastorale
- Uit Engelse Suite #2 in a-mineur BWV 807: Bourrée
- Uit Engelse Suite #3 in g-mineur BWV 808: Sarabande
- Fantasia en Fuga in g-mineur BWV 542
- Uit klavecimbeloncert #5 in f-mineur BWV 1056: 2de deel: Largo
- Uit "Johannes-Passion" BWV 245: #58: "Es ist vollbracht"
- "Komm, süßer Tod" uit BWV 478
- "Little Fugue" in g-mineur BWV 578
- Uit "Matthäus-Passion" BWV 244: #63: "O Haupt voll Blut und Wunden"
- "Mein Jesu, was für Seelenweh" BWV 487
- Uit Partita voor viool BWV 1004 in d-mineur: 5de deel: Chaconne
- Passacaglia en Fuga in c-mineur BWV 582
- Prelude en Fuga in g-mineur BWV 542: "Grosse Fugue"
- Prelude en Fuga #3 in e-mineur BWV 555
- Uit Sonata voor viool en klavecimbel #4 in c-mineur BWV 1017: 2de deel: Siciliano
- Uit Suite #3 in D-majeur BWV 1068: 2de deel: Aria
- Toccata en Fuga in d-mineur BWV 565
- Toccata, Adagio en Fuga in C-majeur BWV 564: Adagio
- Uit triosonate voor piano #1 in E, BWV 525: 1ste deel mineur
- Uit viool partita BWV 1002 in b-mineur: 5de deel: Sarabande
- Uit viool partita BWV 1003 in a-mineur: Andante sostenuto
- Uit viool partita BWV 1006 in E-majeur: 1ste deel: Preludio
- Uit "Das wohltemperierte Klavier": #2: Prelude en Fuga in c-mineur BWV 847
- Uit "Das wohltemperierte Klavier": #8: Prelude in e-mineur BWV 853
- Uit "Das wohltemperierte Klavier": #24: Prelude in b-mineur BWV 869

## Woordgrapje van Mickey Mouse
Tijdens de productie van de film Fantasia sprak Mickey met Stokowski. Deze scène werd er later uitgeknipt.
- Mickey: "Hello, mr. Stokowski, what do you do for a living?" (Mickey spreekt de naam uit als "Sto-cows-ki")
- Stokowski: "Well Mickey, I conduct an orchestra."
- Mickey: "An orchestra?! What's an orchestra mr. Stokowski?"
- Stokowski: "An orchestra plays music and let's you hear all kind of instruments."
- Mickey: "What's an instrument mr. Stokowski?"
- Stokowski: "A horn, a violin and even your voice Mickey!"
- Mickey: "So I'm making music right now. Let me hear some other voices then mr. Stokowski.."

Het orkest zet in.